# Real Sociedad de Fútbol 1997-1998
Questa voce raccoglie le informazioni riguardanti la Real Sociedad de Fútbol nelle competizioni ufficiali della stagione 1997-1998.

## Stagione
Nel corso del campionato la Real Sociedad rimase costantemente nelle posizioni valide per la qualificazione in Coppa UEFA, ottenendo in particolare sedici risultati utili consecutivi che le permisero di raggiungere e mantenere il terzo posto per diverse giornate. Subìti alcuni cali nel girone di ritorno, la Erreala concluse il campionato condividendo il terzo posto con il Real Madrid, ma ottenendo il podio grazie alla miglior differenza reti, a parità di tutte le discriminanti negli scontri diretti con le merengues.
In Coppa del Re la Erreala estromise Burgos e Xerez nei primi due turni, uscendo agli ottavi di finale contro il Real Betis.

## Rosa
| N. |                                | Ruolo | Calciatore              |
| -- | ------------------------------ | ----- | ----------------------- |
| 1  | Spagna (bandiera)              | P     | Alberto López Fernández |
| 2  | Spagna (bandiera)              | D     | Miguel Ángel Fuentes    |
| 3  | Spagna (bandiera)              | D     | Agustín Aranzábal       |
| 4  | Croazia (bandiera)             | A     | Igor Cvitanović         |
| 4  | Spagna (bandiera)              | D     | Alberto Albístegi       |
| 5  | Spagna (bandiera)              | D     | Lorenzo Juarros         |
| 6  | Spagna (bandiera)              | D     | José Antonio Pikabea    |
| 7  | Spagna (bandiera)              | C     | Andoni Imaz             |
| 8  | Romania (bandiera)             | A     | Gheorghe Craioveanu     |
| 9  | Serbia e Montenegro (bandiera) | A     | Darko Kovačević         |
| 10 | Spagna (bandiera)              | C     | Javier de Pedro         |
| 11 | Spagna (bandiera)              | C     | Luis Pérez Pascual      |
| 12 | Spagna (bandiera)              | D     | Mikel Antía             |
| 13 | Spagna (bandiera)              | P     | Roberto Olabe           |

| N. |                       | Ruolo | Calciatore           |
| -- | --------------------- | ----- | -------------------- |
| 14 | Spagna (bandiera)     | D     | Aitor López Rekarte  |
| 15 | Spagna (bandiera)     | D     | Iker Sarriegi        |
| 16 | Argentina (bandiera)  | D     | Juan Andrés Gómez    |
| 17 | Svezia (bandiera)     | C     | Håkan Mild           |
| 18 | Spagna (bandiera)     | A     | Iñigo Idiakez        |
| 19 | Portogallo (bandiera) | A     | Ricardo Sá Pinto     |
| 20 | Spagna (bandiera)     | C     | Javier García Carlos |
| 21 | Spagna (bandiera)     | A     | Óscar de Paula       |
| 22 | Austria (bandiera)    | C     | Dietmar Kühbauer     |
| 23 | Nigeria (bandiera)    | C     | Mutiu Adepoju        |
| 24 | Spagna (bandiera)     | D     | Imanol Alguacil      |
| 28 | Spagna (bandiera)     | A     | Aitor Aldeondo       |
| 33 | Spagna (bandiera)     | A     | Rubén Vega           |